# Accensione
In meccanica l'accensione o sistema d'accensione è il cuore dell'impianto d'accensione ed è un componente fondamentale per i motori endotermici ad accensione comandata, dove tale sistema serve per vincolare il momento dello scoccare della scintilla, determinando così la fasatura d'accensione.
Il sistema d'accensione può essere costruito in vari modi e a seconda del tipo di costruzione assume vari nomi.

Schema di un sistema d'accensione a puntine DC-IDI accoppiato a un distributore per l'uso su motori pluricilindrici

## Alimentazione dei sistemi d'accensione
I sistemi d'accensione possono essere alimentati in vari modi diversi:
- Autoprodotta, il sistema d'accensione produce autonomamente l'energia elettrica per il suo funzionamento assorbendo energia meccanica, questo sistema è utilizzato solo dal sistema ad accensione magnetica.
- AC (Alternating Current), si utilizza una fonte a corrente alternata che viene integrata all'alternatore di servizio, questo sistema riesce a permettere il funzionamento dell'accensione anche senza l'ausilio di una fonte energetica stabile, come la batteria, questo sistema permette inoltre di poter dare un'informazione utile sulla posizione dell'albero motore (nel caso sia a due o quattro poli magnetici, in modo da avere una o due onde sinusoidali per rotazione) e risulta essere il sistema (soprattutto il monofase) elettivo (di preferenza) per i sistemi CDI per via della compattezza e semplicità costruttiva, mentre per i sistemi IDI risulta essere penalizzante perché richiede l'ausilio di un raddrizzatore per la carica della bobina, l'inconveniente di questo sistema è quello di poter essere usato solo in accoppiamento a un alternatore monofase o bifase a due o quattro poli dato che l'utilizzo di alternatori con più fasi (trifase) o più poli richiede l'uso di un pick-up per poter avere la posizione di zero dell'albero motore, invece l'inconveniente del sistema bifase o monofase a quattro poli è dato dal fatto che la centralina non sa mai se il pistone è al PMS o al PMI dovendo quindi fare due scintille al giro e per questo le centraline non programmabili per il sistema bifase non sono compatibili per i sistemi monofase e viceversa.
- DC (Direct Current), si utilizza una fonte stabile come la batteria elettrica o molto raramente (valido anche in caso di batteria interrotta) tramite un alternatore con le uscite raddrizzate e regolate o nei modelli più vecchi si utilizzava una dinamo e relativo regolatore di tensione. Questo sistema, anche se richiede un sensore per la posizione dell'albero motore, risulta essere il sistema elettivo (di preferenza) per i sistemi IDI per via della compattezza e semplicità costruttiva, mentre per i sistemi CDI risulta essere penalizzante perché richiede l'ausilio di un convertitore DC/AC per il funzionamento dei circuiti e la carica del condensatore il quale aumenta le dimensioni dell'accensione, anche se consente d'avere un'energia di scarica più costante.

Il tipo d'alimentazione del sistema d'accensione può essere specificato dai costruttori e in questo caso viene esposto il tipo d'alimentazione (AC o DC) prima della tipologia di scarica elettrica con un'interposizione di un trattino (AC-CDI, DC-IDI, ecc.), il tipo d'alimentazione può influenzare l'energia di scarica dei sistemi d'accensione.

## Energia di scarica
L'energia di scarica di un sistema d'accensione è molto importante per la curva di accensione di un motore, perché a seconda dell'energia di scarica si modifica la forza e permanenza della scintilla, modificando la velocità della combustione, generalmente il fabbisogno medio di energia per ogni scintilla d'accensione è di 0,1 millijoule.

### Tipo d'andamento
L'andamento dell'energia di scarica può essere:
- Crescente, l'energia di scarica cresce all'aumentare del regime di funzionamento (o fino al raggiungimento di un determinato regime), questo tipo d'andamento è riscontrabile solo con il sistema ad accensione magnetica, mentre si ha questo andamento fino al raggiungimento di un determinato regime, quando nei sistemi alimentati a batteria si ha l'interruzione della batteria o la sua completa scarica costringendo a funzionare con il sistema di ricarica della batteria, mentre risulta essere meno marcato nei sistemi alimentati ad alternatore.
- Costante, l'energia di scarica rimane costante per tutti i regimi di funzionamento, questo tipo d'andamento è riscontrabile per la maggior parte dei sistemi soprattutto per i sistemi elettronici e digitali alimentati a batteria (funzionante e carica).
- Decrescente, l'energia di scarica decresce all'aumentare del regime di funzionamento (o da un determinato regime di funzionamento), questo tipo d'andamento è riscontrabile per i sistemi che non riescono a rispondere/funzionare ai regimi di funzionamento del motore, generalmente perché sottodimensionati, inappropriati o non ottimizzati, come nel caso di sistemi alimentati da alternatori (soprattutto se bifase), muniti di una protezione da sovratensione, che interviene eccessivamente.

### Caratteristiche influenti
L'energia di scarica viene influita da:
- Capacità del condensatore o induttanza dell'induttore, maggiori saranno la capacità o l'induttanza e maggiore sarà l'energia di scarica, questa variabile determina l'energia di scarica massima del sistema
- Fonte energetica, la fonte energetica influisce enormemente sulla costanza dell'energia di scarica, andando a determinare l'energia di scarica minima:
  - Sistemi a batteria, se la batteria è carica e viene mantenuta carica dal sistema di ricarica questa fonte riesce a fornire sempre una quantità appropriata d'energia, in caso di batteria scarica o interrotta l'energia verrà fornita dal sistema di ricarica della batteria, portando ad avere un funzionamento irregolare soprattutto ai regimi di funzionamento più bassi, fino a riprendere una funzionalità normale superati i regimi intermedi.
  - Sistemi ad alternatore, l'energia fornita e relativa tensione è crescente all'aumentare del regime, risultando bassa ai regimi più bassi e eccessiva ai regimi più alti, costringendo nei sistemi CDI ad adoperare una centralina con un sistema di protezione da sovratensioni, mentre nei sistemi IDI tale fonte viene fatta comunque filtrare da un regolatore di tensione che funge da raddrizzatore.
  - Autoprodotta, sistema caratteristico della sola accensione magnetica, con caratteristiche simili al sistema ad alternatore, ma senza la necessità di ricorrere a sistemi di protezione.

## Tipo di scarica

A: Accensione di tipo IDI
B: Accensione di tipo CDI

La scarica elettrica delle accensioni può essere

### CDI
A scarica capacitiva. I sistemi con questo tipo di scarica hanno come caratteristiche:
- Bassa induttanza della bobina d'accensione (ridotto innalzamento della tensione, questo perché si ha un ingresso a 400/600 V)
- Elevata velocità di scarica
- Scintilla sugli elettrodi di breve durata
- La tensione in ingresso essendo alta, può consentire l'uso di cavi più lunghi e sottili
- Rapido aumento della tensione sull'avvolgimento secondario della bobina e insensibilità alla resistenza dispersiva (Shunt) durante la scarica, portando ad avere una maggiore precisione e a maggiori scariche al secondo
- EMI (Electro magnetic interference) è limitato da una bassa induttanza e scarica breve
- La protezione sul campo magnetico è meno importante

Queste caratteristiche rendono questi sistemi di scarica preferibili per i motori che richiedono scariche brevi e rapide per via dell'elevato numero di giri (oltre i 10.000 rpm).
Questo sistema basa il suo funzionamento con un circuito noto come risonatore parallelo RLC; Ovvero si carica il condensatore prima della fase di generazione della scintilla (scarica) e una volta che questo è completamente carico, si chiude il ruttore, in questo modo incomincia il passaggio della corrente lungo l'induttanza (avvolgimento primario della bobina d'accensione) e in queste condizioni si genera immediatamente un picco di tensione ai capi dell'induttore, che andrà velocemente a stabilizzarsi tramite il fenomeno della sovraelongazione alla tensione d'alimentazione.

### IDI
A scarica induttiva, dove i sistemi con questo tipo di scarica hanno come caratteristica:
- Elevata induttanza della bobina d'accensione (elevato innalzamento della tensione, questo perché si ha un ingresso a 12/24 V)
- Ridotta velocità di scarica per via dell'induttanza elevata
- Scintilla sugli elettrodi di elevata durata
- La tensione in ingresso essendo bassa, richiede l'uso di cavi più corti e spessi
- EMI (Electroagnetic interference) è molto sensibile per via di un'elevata induttanza e scarica lenta, specialmente nei sistemi ad elevate prestazioni
- La protezione sul campo magnetico è importante

Queste caratteristiche rendono questi sistemi di scarica preferibili per i motori che richiedono scariche prolungate e lente, per via del ridotto numero di giri/minuto (inferiore a 8.000).
Questo sistema basa il suo funzionamento con un circuito noto come risonatore serie RLC; Ovvero si fa passare corrente attraverso una induttanza (avvolgimento primario della bobina d'accensione) la quale nell'arco di circa 10-15 ms raggiunge la saturazione del campo magnetico e la tensione indotta inizialmente molto forte scompare, mentre la corrente elettrica raggiunge il valore di regime a riposo di circa 3-4 A, questo processo si ripete ogni volta che la bobina primaria viene messa in parallelo con la batteria (chiusura del ruttore, quali puntine o transistor)br
Quando viene richiesta la scintilla viene scollegata la bobina primaria dalla batteria tramite il ruttore e il campo magnetico precedentemente formato viene annullato, questo provoca la formazione di tensione sia all'avvolgimento primario, sia all'avvolgimento secondariobr 
La tensione generata sarà tanto maggiore quanto maggiore sarà la velocità con la quale il campo magnetico si annulla, per tale motivo viene utilizzato un condensatore in parallelo al ruttore.
La tensione ai capi dell'induttanza primaria raggiunge un valore di circa 200-300V, mentre l'annullamento del campo magnetico e la mutua induttanza con l'avvolgimento secondario che, dimensionato con un rapporto spire N2/N1 di circa 100 (varia da 50 a 150), provoca una tensione sul circuito secondario 100 volte superiore, ovvero circa 20-30 kV, quindi sufficiente a generare la scintilla in camera di combustione.

## Sistemi meccanici
L'accensione meccanica o elettrica può essere di vario tipo:

### Accensione magnetica

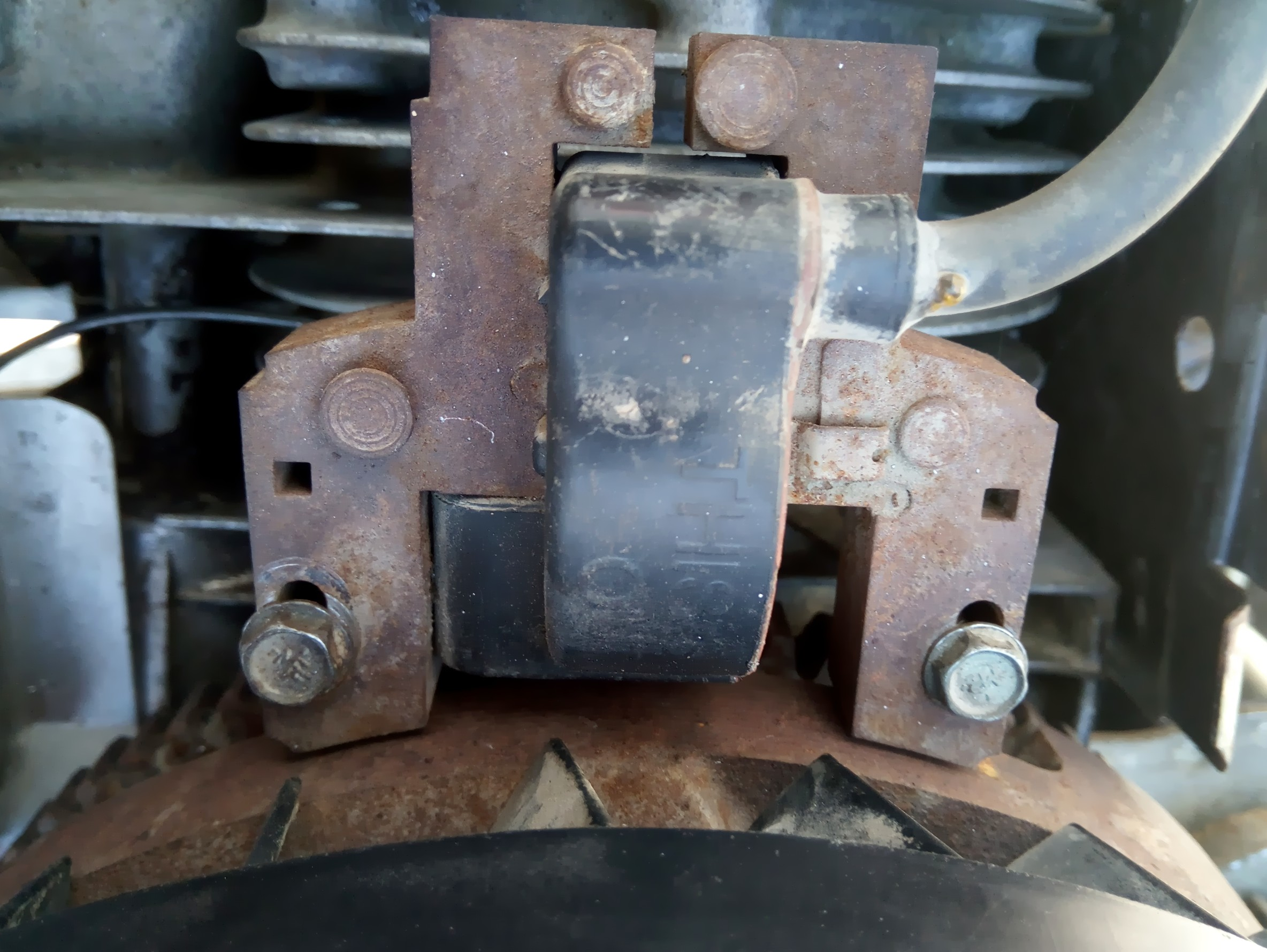
Accensione magnetica a controllo elettronico integrato nella bobina d'accensione

L'accensione magnetica è molto ingombrante e inefficiente a un basso numero di giri e per questo negli autoveicoli non viene più utilizzata dagli anni cinquanta. È costituita da un indotto rotante su cui sono avvolti il circuito primario e quello secondario della bobina. L'indotto, mosso dal motore, ruota all'interno di un magnete permanente, generando una forza elettromotrice e quindi corrente elettrica, quando il motore muove/chiude un contatto, che permette di scaricare alle candele l'energia accumulata.
Questo sistema si è evoluto sia nella generazione dell'energia elettrica, che viene generata da un elemento magnetico, generalmente una calamita ferro-ceramica annegata o avvitata nel rotore, mentre gli avvolgimenti della bobina d'accensione sono alloggiati su un nucleo in pacco di lamierini a colonne, di cui un lato viene sollecitato dal campo magnetico del rotore, sia nella gestione della scarica, la quale può essere libera e quindi generarsi e sprigionarsi autonomamente ad ogni passaggio del magnete, oppure gestita da un circuito elettronico che normalmente viene inglobato nella bobina d'accensione, mentre il sistema di controllo a puntine usato in passato non trova più applicazione.
La tensione d'accensione aumenta all'aumentare dei regimi in modo che, anche se la fasatura è fissa, la differenza di tensione influisce sulla velocità di combustione della miscela aria/benzina. In questo modo tale accensione riesce ad adattarsi meglio alle varie condizioni del motore ma, come contro, si ha una particolare sensibilità del sistema alle condizioni climatiche.
Questo sistema viene ancora utilizzato per piccole apparecchiature a motore, quali motoseghe, decespugliatori, soffiatori ed altre, in quanto sprovvisti di un impianto elettrico tale da poter utilizzare altri sistemi, ma anche per via della sua maggiore semplicità. In alcuni casi viene usato anche per piccole macchine operatrici.

### Accensione a puntine

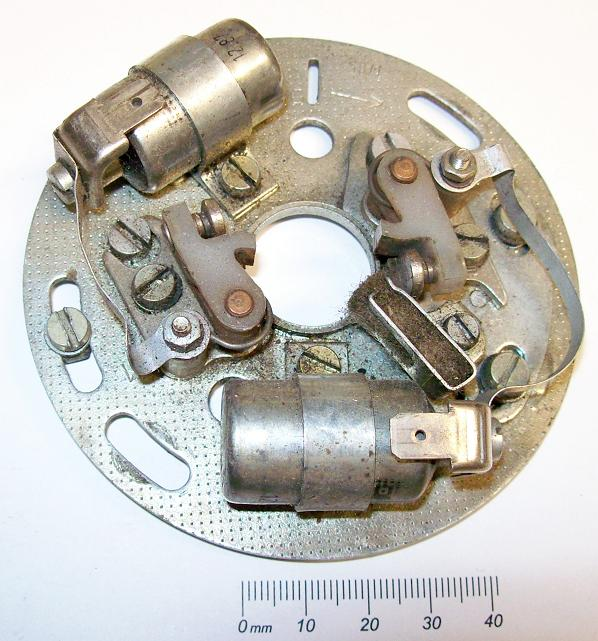
Accensione a puntine

L'accensione a puntine viene utilizzata su piccole apparecchiature, compresi scooter 50 molto semplici ed economici, è costituita da un interruttore, munito di puntine al platino, le quali vengono messe a contatto (chiudere l'interruttore) a seconda della posizione dell'albero motore, il quale ha un profilo eccentrico, in modo che a seconda della sua posizione apra o meno l'interruttore.
Le puntine sono disposte su una leva spinta da una molla, che viene aperta a seconda della posizione dell'albero motore, mentre l'altra puntina è disposta su una base statica, che si può regolare, grazie a una molla e a una vite che ne regolano l'altezza.

#### Sistemi IDI
In questo caso quando l'interruttore è chiuso (contatto delle puntine) si accumula nel primario della bobina d'accensione dell'energia induttiva, quando l'interruttore si apre (puntine distanti), sul primario della bobina d'accensione si genera un'extratensione che agendo sull'avvolgimento secondario permette di generare la scintilla sulle candele d'accensione.
L'avvolgimento primario della bobina è caricata con un alternatore o con la batteria, il condensatore è utilizzato per ridurre al minimo l'arco elettrico che si genera sulle puntine al momento della loro apertura, allungandone la vita operativa.
Questo sistema viene anche definito come "accensione a batteria", primo sistema a batteria, che venne adoperato con l'aumento di disponibilità di batterie più grandi, capaci di fornire una fonte costante di energia elettrica, questo sistema venne ulteriormente migliorato con gli anni, grazie all'ausilio di nuovi sistemi.

#### Sistemi CDI
In questo caso la chiusura dell'interruttore (contatto delle puntine) fa scaricare la corrente accumulata nel condensatore (precedentemente caricato a una tensione che generalmente è di circa 300 V) alla bobina d'accensione, la quale aumenta la tensione, in modo che questa possa creare la scintilla ai capi degli elettrodi della candela.

#### Limitazioni
Questo sistema d'accensione così com'è, pur con la presenza del feltrino imbevuto di olio lubrificante che bagna la camma e riduce l'attrito che avviene tra essa e la leva che sorregge la puntina mobile, soffre d'usura e per tale motivo deve essere periodicamente regolato il gioco tra le puntine, che tende a ridursi con l'utilizzo.
Inoltre questo sistema molto semplice, di norma non prevede la regolazione dell'anticipo (se non in modo meccanico) o adotta un anticipo variabile e quindi non è possibile ottimizzarlo ai vari regimi del motore, inoltre potrebbe richiedere l'accoppiamento con una centralina che funga da limitatore di giri nei sistemi più odierni o rischiare di sfarfallare ad alti regimi quando c'è un'insufficienza nella forza della molla che agisce sulla leva puntina mobile o esse risultino eccessivamente pesanti.

### Accensione a spinterogeno
È un tipo di distribuzione, che richiama il funzionamento delle accensioni a puntine e che permette d'utilizzare una sola coppia di puntine per i motori pluricilindrici, inoltre è capace di variare l'anticipo dell'accensione.

#### Variazioni rispetto al sistema a puntine
I principali vantaggi dello spinterogeno sono:
- Distributore o spazzola rotante, è un contatto ruotante, situato nella calotta dello spinterogeno e comandata da un albero, che permette di distribuire la scintilla d'accensione al cilindro giusto
- Masse ruotanti, servono per variare la fasatura in base al regime, tali masse sono collegate a una molla, all'aumentare del numero di giri dell'alberetto (per effetto della forza centrifuga) le masse si allargano e quindi lo spostano di alcuni gradi nel suo senso di rotazione, agiscono sulla camma che interviene sulle puntine, modificando così l'anticipo di chiusura
- Variatore di anticipo a depressione, serve per variare l'anticipo in base al carico, il quale funziona grazie alla depressione nel condotto d'aspirazione e sposta il piatto delle puntine.
Questo accorgimento non veniva utilizzato da tutti per via della sua complessità.

#### Spinterogeno a transistor
Identica all'accensione a spinterogeno, ma di tipo elettronico, che prevede l'introduzione di un transistor pnp che ha il compito di far scaricare la corrente accumulata nella bobina d'accensione e creare l'alta tensione ai capi della candela, tale transistor viene governato dalle puntine che ora devono interrompere una corrente più debole, con vantaggi nella loro usura.

#### Attenzione
Lo spinterogeno non va assolutamente confuso con il solo distributore, perché generalmente viene utilizzato anche con un'accensione a centralina elettronica o digitale (ovviamente su motori pluricilindrici a una sola bobina d'accensione).

## Sistemi elettronici

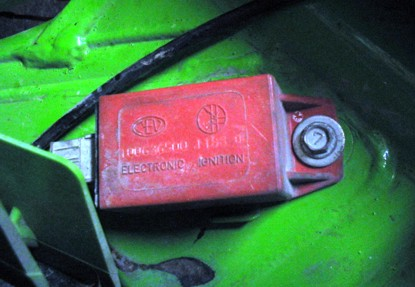
Accensione elettronica CDI

L'accensione può essere elettronica (elettronica-analogica) e in questo caso, nelle versioni più moderne, integra anche il limitatore di giri (escludendo le centraline che vengono prodotte specificamente senza limitatore). Questo tipo d'accensione è breakerless, dato che non utilizza un ruttore meccanico, bensì l'andamento di una curva sinusoidale del generatore elettrico che la alimenta; mentre, generalmente, nei sistemi più semplici che non variano la fasatura d'accensione (ridefinita trasduttore da alcuni costruttori), si può utilizzare un sensore angolare ottico (un sensore di luminosità, accoppiato ad una lampadina, la cui luce viene riflessa da una superficie specchiata, che eccita la fotocellula) o più comunemente un sensore magnetico, detto sensore ad effetto Hall (sensore di prossimità), oppure una piccola bobina che genera un impulso elettrico al passaggio di un settore metallico applicato al volano di un motore, sistema a pick-up.

### Storia
Verso la fine degli anni '60 del XX secolo l'accensione elettronica inizia ad essere utilizzata nei motori sia automobilistici che motociclistici nei modelli di alta gamma, sostituendo progressivamente il sistema a puntine. Fra i primi in Italia si ricorda la Innocenti Lambretta SX200 del 1970.
Ciò è stato reso possibile dal suo basso costo, dalla sua alta velocità di risposta e dal ridotto ingombro. Il modulo di accensione elettronica può essere concepito come un'accensione a scarica capacitiva (CDI capacitor discharge ignition) o come un'accensione a scarica induttiva (IDI inductive discharge ignitions).

### Principio generale
Queste centraline sono capaci di variare la fasatura d'accensione modificando i segnali d'ingresso tramite l'utilizzo di filtri e circuiti specifici (circuito RC o circuito RLC a seconda del tipo di curva richiesta, se a solo aumento dell'anticipo o ad aumento e successiva riduzione), ma senza cambiare il loro stato di segnale da analogico a digitale. Il circuito di scarica si aziona solo in determinate situazioni o con determinati valori del segnale e così si variano i tempi di scarica (chiusura del tiristore).
Normalmente l'alimentazione di questo circuito avviene tramite corrente alternata. È implementato anche un sistema di protezione da sovratensioni, come ad esempio un triac o un varistore o un diodo Zener. Nel caso di fonte d'alimentazione a corrente continua (p. es. batteria), questa viene convertita in alternata tramite un convertitore DC-AC e in tal caso il dispositivo di protezione non è necessario. Queste centraline posseggono alcune peculiarità a seconda del sistema di scarica.

### Accensioni IDI
La maggior parte dei sistemi di accensione per auto adottano la tipologia induttiva IDI, sigla della definizione inglese Inductive Discharge Ignition, che si basa sull'induttanza elettrica della bobina per la produzione di energia elettrica ad alta tensione per le candele. Generalmente si impiega solo una bobina d'accensione e quindi va utilizzata assieme al distributore.
Nel dettaglio, una tipica centralina IDI funge da circuito di scarica dell'avvolgimento primario della bobina, che può essere alimentata tramite:
- Alternatore: si ha un circuito di carica per l'avvolgimento primario della bobina, che vincola il flusso di corrente elettrica per la carica dell'avvolgimento primario, dove il raddrizzatore impedisce all'avvolgimento primario di scaricarsi prima del punto d'accensione
- Batteria: non c'è bisogno di nessun accorgimento per la carica della bobina.

Quando la centralina mette in scarica l'avvolgimento primario, la corrente è libera d'andarsene dall'avvolgimento primario della bobina, in modo da generare un campo magnetico, che coinvolge l'avvolgimento secondario, il quale essendo munito di più spire, produce una tensione di molto maggiore rispetto all'avvolgimento primario, che serve per generare la scintilla ai capi degli elettrodi della candela, che ha una durata di circa 1 ms (1.000 µs).

### Accensioni CDI
La maggior parte dei sistemi di accensione per motoveicoli utilizzano il sistema d'accensione capacitivo CDI, sigla della definizione inglese Capacitive Discharge Ignition, basato sul rapido trasferimento della corrente tra condensatore e induttore.
Nel dettaglio, una tipica centralina CDI accumula l'energia per la scintilla in un condensatore (all'interno della stessa), caricato tramite un circuito di carica (raddrizzatore); al momento della scarica, si arresta il funzionamento del circuito di carica e il condensatore trasferisce rapidamente l'energia accumulata alla bobina d'accensione, che aumenta la tensione dai 400-600 V del condensatore a valori prossimi ai 40 kV dell'avvolgimento secondario (della bobina d'accensione) provocando una scintilla tra gli elettrodi della candela della durata di circa 500 µs (0,5 ms).
Questo permette una maggiore flessibilità dell'accensione e tempi di risposta ridotti che si traducono in un miglioramento delle prestazioni del motore, specialmente quando è impiegato a elevati regimi di rotazione, come accade spesso nei motocicli e nei motori a due tempi.

## Sistemi digitali
I sistemi digitali o elettronici-digitali, hanno permesso una maggiore versatilità delle centraline che, in molti casi, diventano dei veri centri di controllo. Questi sistemi sono nati per consentire una maggiore adattabilità del sistema d'accensione, ricevendo molti segnali d'ingresso e, nel caso delle unità di controllo, anche di molti segnali d'uscita.

### Storia
L'accensione elettronica digitale divenne il sistema maggiormente diffuso nelle automobili verso la fine degli anni ottanta del secolo scorso, mentre venne adoperato nelle motociclette qualche anno più tardi, all'inizio degli anni novanta. Negli anni novanta, comunque, giunse ad essere il principale sistema impiegato nelle nuove autovetture, per poi divenire l'unico sistema con l'uso dell'iniezione elettronica, per il rispetto delle norme anti-inquinamento. Nelle motociclette questo sistema, usato largamente già dopo la metà degli anni '90, divenne quello impiegato quasi globalmente su tutti i nuovi motocicli dal 2003, con l'utilizzo sempre maggiore di sistemi più sofisticati, come il carburatore elettronico o i diversi tipi d'iniezione, soprattutto per rispettare le normative anti-inquinamento.

### Principio generale
Tutti i dati d'ingresso analogici vengono campionati e convertiti in sequenze di bit, cioè in segnali digitali. Questi sistemi generalmente non usano più dei fili che escono dalla centralina e che, tramite uno spinotto all'altro capo, si vanno a congiungere al resto dell'impianto, ma ricevono segnali digitali e generalmente sono munite di uno zoccolo collocato direttamente sulla centralina.
Questi sistemi vengono generalmente alimentati tramite corrente continua (batteria), anche in caso di accensioni CDI, ma esistono anche sistemi alimentati dall'alternatore esattamente come le classiche centraline CDI analogiche.

### Accensioni digitali e Unità di controllo
Le accensioni digitali o elettronico-digitali sono dotate di unita di controllo (ECU), che utilizzano un microprocessore a 16 bit (i cui dati di programma sono salvati su EPROM o EEPROM), per ampliare il controllo dei sistemi elettronici IDI e CDI, i quali assumono il nome di TSI (Transistorized Switching Ignition) e TCI (Transistorized Coil Ignition). Generalmente tale sistema regola non solo l'accensione, ma anche l'iniezione del carburante e molti altri parametri. A tale scopo necessita della rilevazione di molti più segnali d'ingresso come, ad esempio, la temperatura dell'aria e del motore, la velocità del veicolo, la rotazione del motore e altri parametri ancora.
Queste centraline, a differenza delle precedenti, possono essere programmabili, in modo da adattarsi a diversi mezzi senza la necessità di costruire centraline specifiche per ogni modello di veicolo. Inoltre, alcune centraline permettono di sostituire il microprocessore in caso di suo malfunzionamento; nel caso in cui la centralina lavori in assenza del microprocessore, essa continua a funzionare, ma con un angolo di fasatura fisso.

## Gestione della fasatura
La gestione della fasatura cambia a seconda del tipo di sistema d'accensione:
- Sistemi meccanici, in questi sistemi la fasatura è fissa o ha una regolazione limitata dalle caratteristiche dell'accensione, la quale può solo rispondere in modo limitato all'adattamento necessario; più precisamente l'accensione è fissa nel sistema a puntine e nel sistema a batteria, mentre con l'accensione magnetica e a spinterogeno si ha un adattamento della fasatura al regime del motore
- Sistemi elettronici, in questi sistemi si ha una regolazione della fasatura d'accensione molto dettagliata e adatta al regime del motore, in modo da ottenere, con il motore a regime di funzionamento termico ottimale, anche una combustione sempre ottimale.
- Sistemi digitali, in questi sistemi si ha una regolazione della fasatura d'accensione che si adatta a qualsiasi situazione del motore (sia quando è a regime termico, sia quando è surriscaldato o iporiscaldato), delle condizioni climatiche, dell'andatura e della gestione da parte del conducente (comando gas).